# Day Is Done
Day Is Done is een single van de Nederlandse band Johan. Het is de tweede single van hun tweede studioalbum Pergola.
Het nummer overtrof het succes van voorganger Tumble and Fall niet en bleef steken op een 87e positie in de Nederlandse Single Top 100. De Nederlandse Top 40 of de Tipparade werden niet gehaald. Desondanks geniet het nummer wel bekendheid in Nederland en wordt het regelmatig op de radio gedraaid.